# Dziedzice (Czechowice-Dziedzice)
Dziedzice (niem. Dziedzitz, czes. Dědice) – dawniej samodzielna wieś i gmina, którą w 1951 połączono z Czechowicami, tworząc dzisiejsze miasto Czechowice-Dziedzice. Obecnie tworzą one również jedno z jego osiedli (jednostek pomocniczych). Dziedzice położone są w północno-zachodniej części miasta, na prawym, wschodnim brzegu Iłownicy, niedaleko jej ujścia do Wisły.

## Nazwa
Miejscowość ma metrykę średniowieczną i jest notowana od XV wieku. Pierwszy zapis z 1427 brzmiał Cziedzicz, 1465 z Diedicz, 1480w Dziedziczach, 1521 zu Dieditz, 1566 Dieditz, 1665 w Diediczych, 1679 Diedzitz, 1736 Dziedzitz,  1881 Dziedzice, Dzieditz, Dziedzitz, 1869 Dziedzicz.
Nazwa wywodzi się od nazwy osobowej Dziad z dodanym sufiksem -ice.

## Historia
Miejscowość została po raz pierwszy wzmiankowana w 1427 jako [s] Dziedzicz[e]. Jest to nazwa patronimiczna od nazwy osobowej Dziad, a jej konsekwentne używanie również w dokumentach niemieckojęzycznych wskazuje, że zamieszkiwana była przez ludność etnicznie polską. Dokument księcia Wacława I cieszyńskiego wystawiony 15 marca 1465 w Bielsku wymienia ówczesnego właściciela wioski, Jana z Diedicz. Najstarsza zabudowa mieściła się na prawym brzegu Potoku Czechowickiego u jego ujścia do Iłownicy. Najstarszy protokół pszczyński spisany roku pańskiego 1480-go w miejskiej radzie wyjawia zarys procesu sądowego z udziałem pierwszych znanych z imienia i nazwiska plebejskich mieszkańców Dziedzic.
Pod względem politycznym Dziedzice znajdowały się początkowo w granicach księstwa cieszyńskiego, będącego lennem Królestwa Czech, a od 1526 w wyniku objęcia tronu czeskiego przez Habsburgów wraz z regionem aż do 1918 w monarchii Habsburgów (potocznie Austrii). W 1572 Dziedzice weszły w skład wydzielonego z księstwa cieszyńskiego bielskiego państwa stanowego, od 1754 księstwa bielskiego.
W latach 1722–1729 z inicjatywy Walentego Martiusa, dzięki wsparciu finansowemu dziedzica Czechowic Franciszka Karola Kotulińskiego (patrz: Pałac Kotulińskich), wybudowano murowany kościół pw. św. Katarzyny w Czechowicach (Dziedzice znajdowały się wówczas na terenie parafii czechowickiej). Zastąpił on pierwszy, drewniany kościół grożący zawaleniem, który wzmiankowany był w Czechowicach już w źródłach z XV wieku.

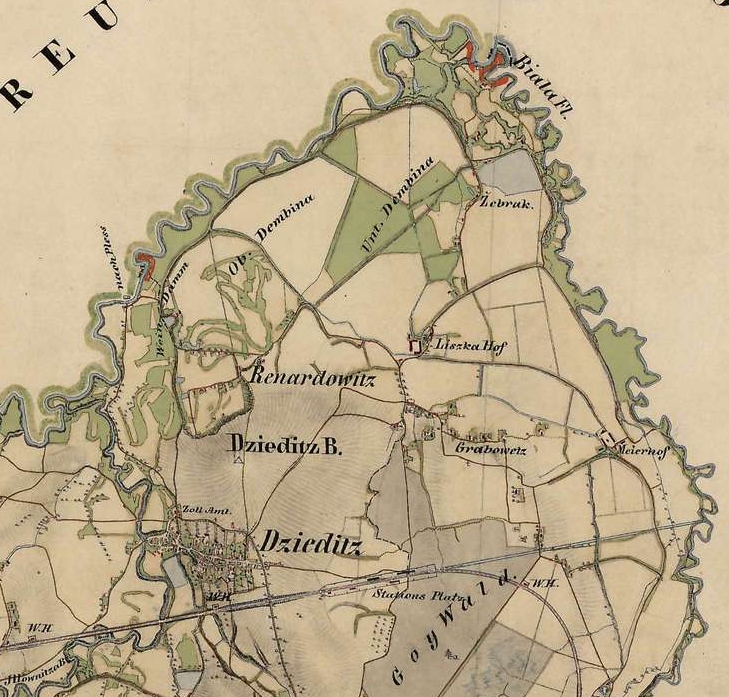
Dziedzice ok. 1840 w dobie budowy kolei

Dziedzice pozostawały wsią o charakterze rolniczym do połowy XIX wieku. Wiosna Ludów w Cesarstwie Austriackim pociągnęła za sobą liczne przemiany społeczne, prawne i administracyjne. Dziedzice utworzyły samorządną gminę podporządkowaną powiatowi politycznemu i sądowemu Bielsko. W 1855 otwarto w Dziedzicach połączenie kolejowe z Boguminem oraz Bielskiem w ramach Kolei Północnej. W kolejnym roku linię tę przedłużono do Oświęcimia, a w następnych latach do Krakowa i Lwowa. Kiedy w 1867 zbudowano kolejną linię do leżącej ówcześnie w Prusach Pszczyny, Dziedzice stały się jednym z największych węzłów kolejowych na północy Austro-Węgier. W 1889 ułożono drugą linię torów na trasie Bogumin – Dziedzice, aby usprawnić transport. Przy tej właśnie linii kolejowej zaczęły powstawać pierwsze duże zakłady przemysłowe.

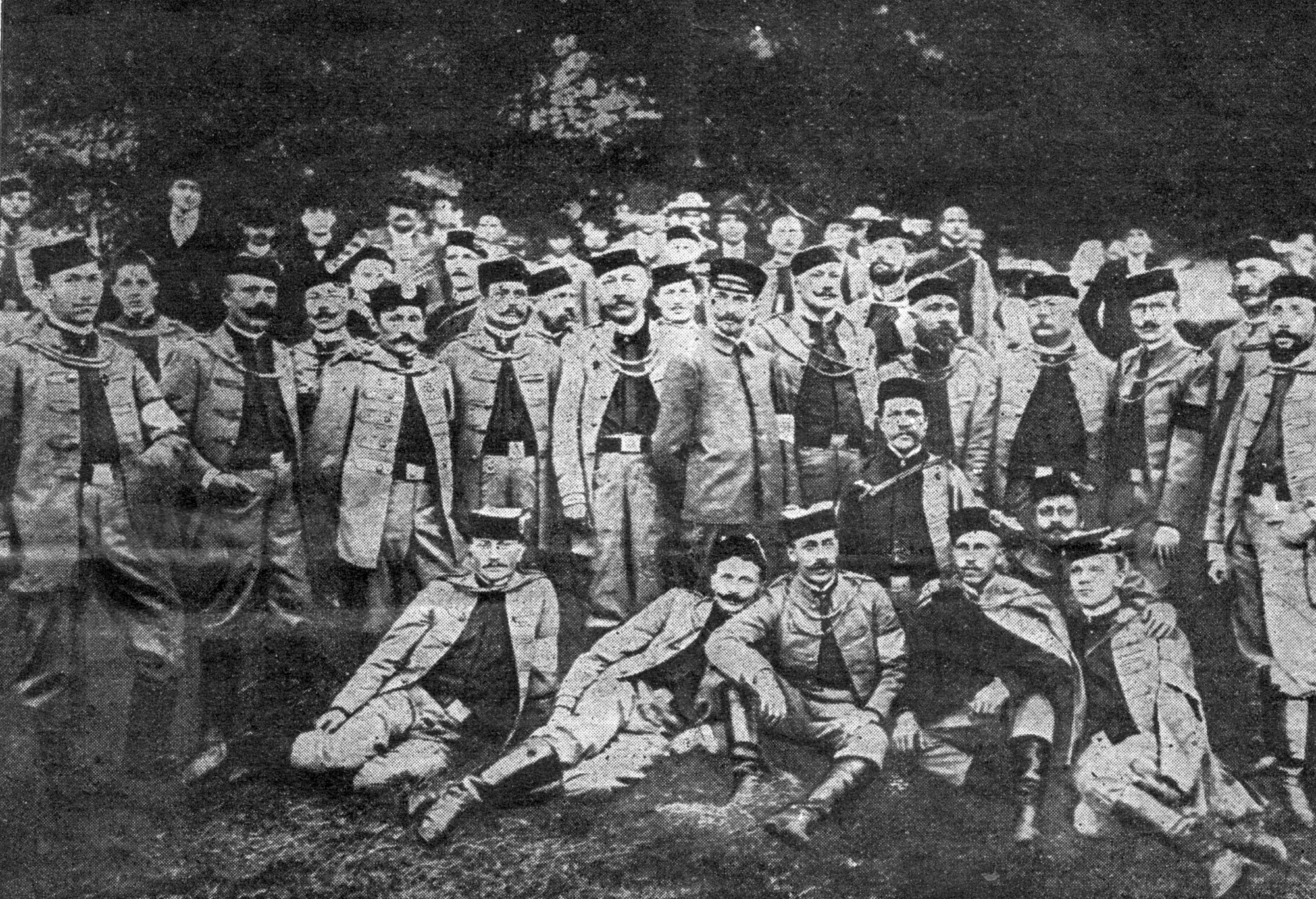
Dziedzice, 10 września 1905, uroczystość otwarcia gniazda Sokoła

W 1899 roku wybudowano w Dziedzicach kościół pw. Najświętszej Maryi Panny Wspomożenia Wiernych jako kościół filialny parafii św. Katarzyny w Czechowicach. Samodzielną parafię dziedzicką utworzono w 1901. Pod koniec XIX wieku w miejscowości istniały także: Ochotnicza Straż Pożarna, szkoła ludowa, austriacka komora celna oraz pruski przykomorek celny klasy I.
Według austriackich spisów ludności w latach 1880, 1890, 1900 i 1910 populacja gminy urosła z 1011 w 1880 do 2436 w 1910. Pod względem językowym większość stanowiły osoby polskojęzyczne (najmniej 78% w 1880, najwięcej 92,1% w 1890, w dwóch następnych spisach około 85%), mniejszością były osoby niemieckojęzyczne (najwięcej 19,7% w 1880, najmniej 6% w 1890, następnie około 12%) i czeskojęyzczne (pomiędzy 1,9% w 1890 a 3,5% w 1910). Pod względem religijnym w 1910 większość stanowili katolicy (88,6%), mniejszość natomiast żydzi (7,6%) i ewangelicy (3,8%). Powierzchnia gminy wynosiła w 1910 roku około 5,6 km².

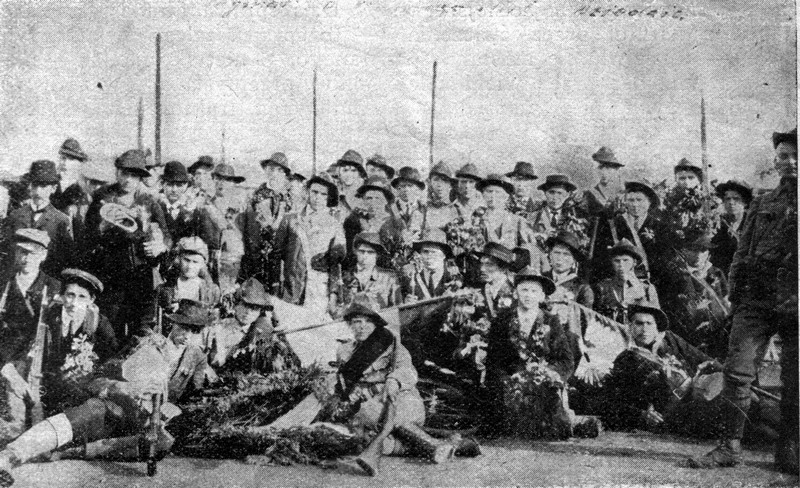
Drużyna Sokoła w Dziedzicach, która w 1914 wstąpiła do Legionu Śląskiego

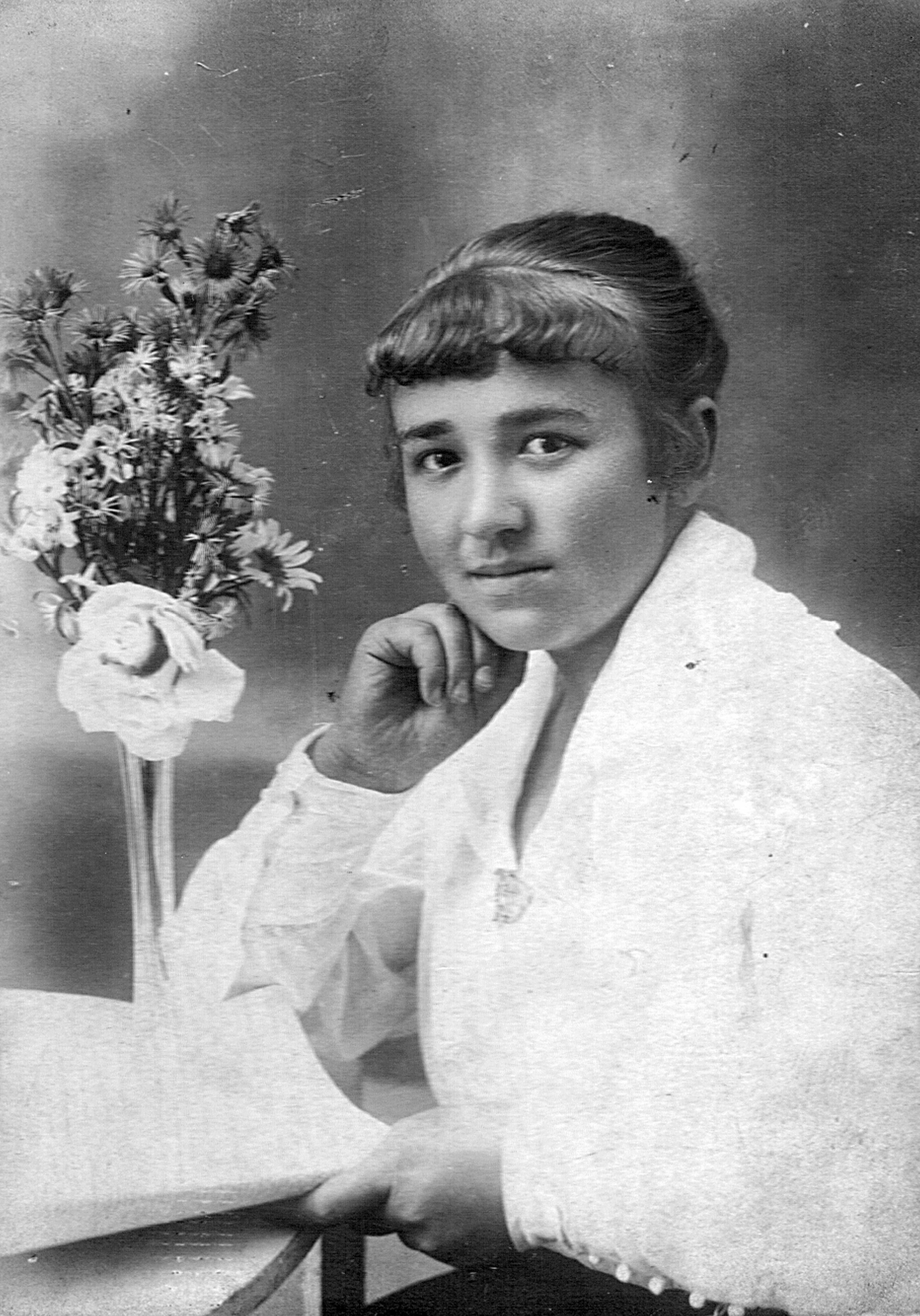
Maria Stryczek, wyróżniająca się działaczka Komitetu Opieki nad Powstańcami w Dziedzicach

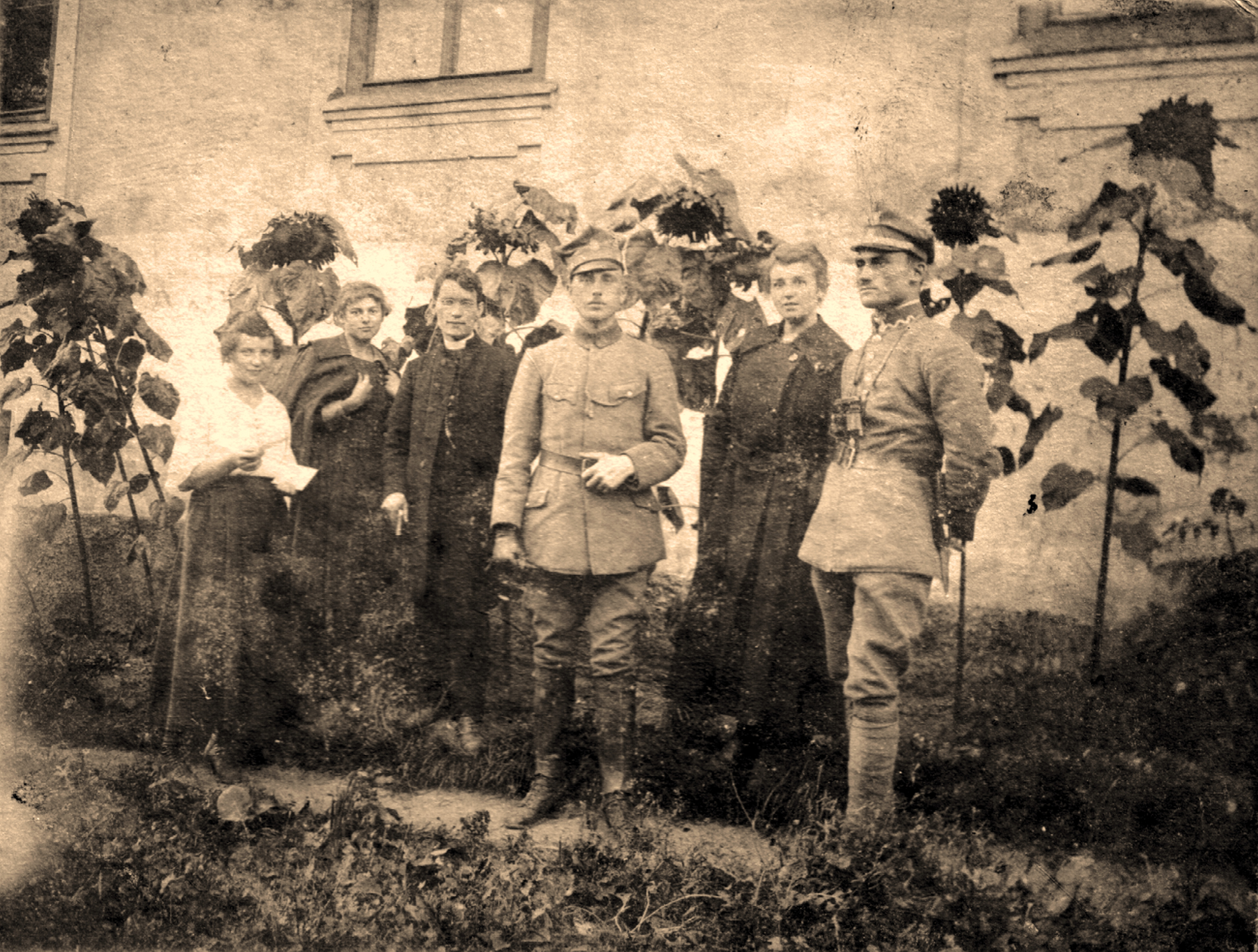
Dziedzice, przed karczmą Jana Stryczka, wrzesień 1919, członkowie Komitetu Opieki nad Powstańcami. Od prawej stoją komendant Posterunku Wywiadowczego nr 5 Stanisław Krzyżowski (inicjator I powstania śląskiego) i Maria Stryczek (jego narzeczona, córka Jana); druga od lewej stoi Aniela Stryczek (córka Jana, siostra Marii), trzeci od lewej – ks. Faustyn Herrmann

W Dziedzicach działało założone w czerwcu 1905 Towarzystwo Gimnastyczne „Sokół”. Na jego uroczyste otwarcie we wrześniu 1905 przybyli przedstawiciele gniazd sokolich z okręgu krakowskiego, żywieckiego i lwowskiego oraz z Cieszyna, Górnego Śląska i Warszawy. Druhowie dziedzickiej drużyny sokolej wyruszyli 25 sierpnia 1914 do Legionu Śląskiego i wyróżnili się walką o wolność i niepodległość Polski. Dnia 17 stycznia 1915 otwarto w Dziedzicach cmentarz żydowski. Pierwszym pochowanym był rosyjski żołnierz zmarły w miejscowym lazarecie. 
Po upadku monarchii austro-węgierskiej w 1918 miejscowość znalazła się na terenie spornym pomiędzy Polską a Czechosłowacją. Na początku listopada 1918 w miejscowości utworzona została polska Straż Obywatelska, a później regionalny oddział Milicji Polskiej Śląska Cieszyńskiego. Formacja w oficjalnych strukturach milicyjnych funkcjonowała jako 12 kompania w Dziedzicach i dowodzona była przez por. Garę, a później Stanisława Cyankiewicza. Podlegały jej placówki: Dziedzice (ob. Stryczek), Czechowice, Ligota (ob. Korzeniowski), Bronów (ob. Kopeć), Rudzica, Zabrzeg (ob. Tomaszczyk). Członkowie dziedzickiej milicji wzięli w 1919 czynny udział w walkach z wojskiem czeskim w czasie wojny polsko-czechosłowackiej o ziemię cieszyńską.
W czasie powstań śląskich, w latach 1919–1921, w gospodzie Jana Stryczka, prezesa Towarzystwa Gimnastycznego „Sokół” w Dziedzicach w latach 1913–1920, znajdował się punkt zborny powstańców śląskich z powiatu pszczyńskiego. Od sierpnia 1919 istniał w tej miejscowości Komitet Opieki nad Powstańcami, którym kierowali: Elżbieta Kasperlik, Maria Stryczek (córka Jana) i ks. Faustyn Herrmann, a 1 września 1919 komendantem Posterunku Wywiadowczego nr 5 w Dziedzicach (Oddziału II Naczelnego Dowództwa Wojska Polskiego) został Stanisław Krzyżowski z Polskiej Organizacji Wojskowej Górnego Śląska na pow. pszczyński.
Po podziale Śląska Cieszyńskiego w 1920, Czechowice i Dziedzice znalazły się w granicach II Rzeczypospolitej Polskiej. W dwudziestoleciu międzywojennym nadal trwał rozwój przemysłowy miejscowości, który wkrótce wpłynął również na rozwój gospodarczy sąsiednich Czechowic.

### II wojna światowa
W okresie okupacji niemieckiej Dziedzice i Czechowice zostały włączone do III Rzeszy Niemieckiej. Do 1940 istniały samodzielne gminy Czechowice i Dziedzice, które wkrótce połączono w jedną jednostkę organizacyjną. Podczas okupacji Niemcy zmienili nazwę miasta na Tschechowitz (1943–1945). W latach II wojny światowej w Dziedzicach funkcjonowała antyniemiecka grupa konspiracyjna zbierająca informacje dla Okręgowej Delegatury Rządu Śląsk, a po wojnie – siatka wywiadowcza VII Śląskiego Okręgu Narodowych Sił Zbrojnych (zgrupowania „Bartka”), w której działali m.in. Tadeusz i Marian Krzyżowscy (synowie Stanisława, wnukowie Jana Stryczka). 12 lutego 1945 na tereny miasta wkroczyła Armia Czerwona, po czym obszar ten przywrócono Polsce.

### Okres powojenny
Początkowo istniała zbiorowa gmina Czechowice-Dziedzice, następnie podzielona na dwie odrębne jednostki. 1 stycznia 1951 gminę Dziedzice włączono do gminy Czechowice, nadając równocześnie (powiększonej) gminie Czechowice prawa miejskie i zachowując „Czechowice” jako nazwę miasta. Wywołało to niezadowolenie mieszkańców Dziedzic, którzy podjęli działania na rzecz przywrócenia nazwy Dziedzice. W wyniku tych starań 22 listopada 1958 zmieniono nazwę miasta na Czechowice-Dziedzice, która obowiązuje do dziś.